# Inocybe luteipes
Inocybe luteipes är en svampart som tillhör divisionen basidiesvampar, och som beskrevs av Jules Favre. Inocybe luteipes ingår i släktet Inocybe, och familjen Crepidotaceae. Arten är reproducerande i Sverige.